# San Polo

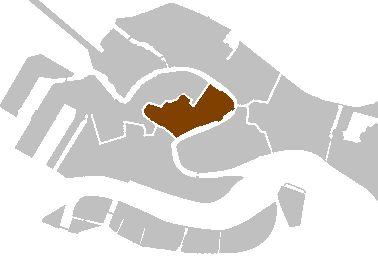
San Polo dins de Venècia.

San Polo és el més petit dels sis sestieri de Venècia (Itàlia), amb una extensió de 35 hectàrees al llarg del Gran Canal. És una de les parts més antigues de la ciutat, havent-se establert abans del segle ix, quan ell i San Marco formaven part de les Illes Realtinas. El sestiere rep el seu nom de l'Església de San Polo.
El districte ha estat el lloc on s'assenti el principal mercat de Venècia des del 1097, i connectat amb la ribera dreta de la ciutat pel pont de Rialto des del segle xiii. La part occidental del barri és coneguda actualment per les seves esglésies, mentre que l'oriental, a vegades dita simplement el Rialto, és conegut pels seus palaus i petites cases.
Entre els atractius de San Polo es troben el pont de Rialto, l'església de San Giacomo di Rialto (segons la llegenda, la més antiga de la ciutat), el Camp San Polo, la Casa de Goldoni, la basílica de Santa María Gloriosa dei Frari, l'església de San Roque i la Scuola Grande di San Rocco.